# Святий Вінсент (фільм)
«Святий Вінсент» (англ. St. Vincent) — американська комедійна драма режисера, продюсера і сценариста Теодора Мелфі, що вийшла 2014 року. У головних ролях Білл Мюррей, Меліса Маккарті, Джейден Лібергер.
Уперше фільм продемонстрували 5 вересня 2014 року у Канаді на 39-му Міжнародному кінофестивалі у Торонто. В Україні у широкому кінопрокаті фільм не показувався.
Український переклад зробила студія Цікава ідея на замовлення Гуртом, перекладач — Олекса Негребецький..

## Сюжет
Вінсент МакКенна — ветеран В'єтнамської війни, п'яничка й азартний гравець, живе сам у Шіпсгед-Бей, Бруклін. Так минають його дні, коли одного дня по сусідству поселяються Меґґі Бронштейн і її 12-річний син Олівер. Меґґі розлучилася зі своїм чоловіком, а Олівер, на тлі переходу у нову школу, все це переживає. Відтак Вінсент стає наставником Олівера.

## Творці фільму

### У ролях
| Актор            | Роль                                         |
| ---------------- | -------------------------------------------- |
| Білл Мюррей      | Вінсент МакКенна, ветеран В'єтнамської війни |
| Меліса Маккарті  | Меґґі Бронштейн, мати Олівера, медсестра     |
| Джейден Лібергер | Олівер Бронштейн, син Меґґі                  |
| Наомі Воттс      | Дака Парамова, подруга Вінсента              |
| Кріс О’Дауд      | Джераті, вчитель Олівера                     |
| Кімберлі Квінн   | Ана                                          |

### Знімальна група
- Кінорежисер — Теодор Мелфі
- Сценарист — Теодор Мелфі
- Кінопродюсери — Теодор Мелфі, Пітер Чернін, Фред Роос і Дженно Топпінґ
- Виконавчі продюсери — Дж. Мак Браун, Дон Чідл, Кей Ліберман, Ділан Селлерс і Кетрін Тайс-Адер
- Композитор — Теодор Шапіро
- Кінооператор — Джон Ліндлі
- Кіномонтаж — Сара Флек і Пітер Тешнер
- Підбір акторів — Лаура Розенталь
- Художник-постановник — Інбаль Вайнберґ
- Артдиректор — Майкл Агерн
- Художник по костюмах — Кася Валіцка-Маймон[7].

## Сприйняття

### Оцінки
Фільм отримав схвальні відгуки: Rotten Tomatoes дав оцінку 77 % на основі 165 відгуків від критиків (середня оцінка 6,8/10) і 79 % від глядачів зі середньою оцінкою 3,8/5 (41 304 голоси). Загалом на сайті фільми має схвальні оцінки, фільму зарахований «стиглий помідор» від кінокритиків і «попкорн» від глядачів, Internet Movie Database — 7,3/10 (65 952 голоси), Metacritic — 64/100 (40 відгуків критиків) і 7,6/10 від глядачів (175 голосів). Загалом на цьому ресурсі від критиків і від глядачів фільм отримав схвальні відгуки.

### Касові збори
Під час допрем'єрного показу у США, що розпочався 10 жовтня 2014 року, протягом першого тижня фільм був показаний у 4 кінотеатрах і зібрав 109 878 $, що на той час дозволило йому зайняти 36 місце серед усіх прем'єр. Під час прем'єрного показу у США, що розпочався 24 жовтня 2014 року, протягом першого тижня фільм був показаний у 2 282 кінотеатрах і зібрав 7 746 596 $, що на той час дозволило йому зайняти 6 місце серед усіх прем'єр. Показ фільму тривав 147 днів (21 тиждень) і завершився 5 березня 2015 року, зібравши у прокаті у США 44 137 712 доларів США, а у решті світу 10 699 522 $, тобто загалом 54 837 234 доларів США при бюджеті 13 млн доларів США.

### Нагороди і номінації
Стрічка отримала 24 номінації, з яких перемогла у 5-ти.
| Нагороди і номінації фільму «Святий Вінсент» | Нагороди і номінації фільму «Святий Вінсент»      | Нагороди і номінації фільму «Святий Вінсент» | Нагороди і номінації фільму «Святий Вінсент» | Нагороди і номінації фільму «Святий Вінсент» |
| Рік                                          | Нагорода                                          | Категорія                                    | Номінант                                     | Результат                                    |
| -------------------------------------------- | ------------------------------------------------- | -------------------------------------------- | -------------------------------------------- | -------------------------------------------- |
| 2015                                         | 72-а церемонія вручення нагороди «Золотий глобус» | Найкращий актор                              | Білл Мюррей                                  | Номінація                                    |
| 2015                                         | 72-а церемонія вручення нагороди «Золотий глобус» | Найкращий фільм — комедія або мюзикл         | стрічка                                      | Номінація                                    |

### Виноски
1. 1 2  St. Vincent: Release Info (англ.). Internet Movie Database. Процитовано 17 січня 2016.
2. 1 2  Mike Fleming Jr (19 листопада 2012). Weinstein Co. Lands Bill Murray’s Next Film, ‘St. Vincent De Van Nuys’ (англ.). Deadline. Архів оригіналу за 5 січня 2016. Процитовано 17 січня 2016.
3. 1 2 3 4  St. Vincent (англ.). Box Office Mojo. Архів оригіналу за 19 січня 2016. Процитовано 17 січня 2016.
4. 1 2 3 4  St. Vincent (2014) (англ.). The Numbers. Архів оригіналу за 1 квітня 2016. Процитовано 17 січня 2016.
5. ↑  St. Vincent (2014) (англ.). AllMovie. Архів оригіналу за 31 грудня 2015. Процитовано 17 січня 2016.
6. ↑  Озвучення фільмів українською[недоступне посилання]
7. ↑  St. Vincent: Full Cast & Crew (англ.). Internet Movie Database. Архів оригіналу за 25 лютого 2015. Процитовано 17 січня 2016.
8. ↑  St. Vincent (англ.). Rotten Tomatoes. Архів оригіналу за 5 січня 2016. Процитовано 17 січня 2016.
9. ↑  St. Vincent (англ.). Internet Movie Database. Архів оригіналу за 15 січня 2016. Процитовано 17 січня 2016.
10. ↑  St. Vincent (англ.). Metacritic. Архів оригіналу за 5 січня 2016. Процитовано 17 січня 2016.
11. ↑  St. Vincent: Awards (англ.). Internet Movie Database. Архів оригіналу за 25 березня 2015. Процитовано 17 січня 2016.